# فو بن
فو بن (بالصينية: 符宾) (6 مايو 1969 في الصين - ) هو لاعب كرة قدم صيني في مركز حراسة المرمى. شارك مع منتخب الصين لكرة القدم. أما مع النوادي، فقد لعب مع نادي بكين سينوبو غوان ونادي تيانجين تيدا وChengdu Tiancheng F.C. ‏ ونادي تشونغتشينغ ليانغجيانغ وHunan Billows F.C. ‏ وYanbian Funde F.C. ‏.

## وصلات خارجية
- فو بن على موقع قاعدة بيانات كرة القدم.إي يو (الإنجليزية)
- فو بن على موقع ناشيونال فوتبول تيمز (الإنجليزية)